# Ханыков, Николай Владимирович
Николай Владимирович Ханыков (12 (24) октября 1822, Калужская губерния, Российская империя — 3 (15) ноября 1878, Рамбуйе, Третья французская республика) — русский учёный-ориенталист, член-корреспондент Петербургской Академии наук.

## Биография
Вслед за братом Яковом в 1832 году перешёл из Благородного пансиона при Императорском Санкт-Петербургском университете в Царскосельский лицей.
Самостоятельно изучил восточные языки и был направлен в распоряжение оренбургского генерал-губернатора Перовского. В 1839 году принимал участие в неудачном Хивинском походе. В 1841 году был прикомандирован к миссии под руководством К. Ф. Бутенева в Бухару и составил «Описание Бухарского ханства» (СПб., 1843), переведённое на английский, французский и немецкий языки, а также опубликовал две статьи в «Журнале Министерства внутренних дел» за 1843 год: «О населении Киргизских степей, занимаемых Внутренней и Малой Ордой» (переведено на немецкий язык по желанию А. Гумбольдта в «Ausland»), и «Городское управление в Средней Азии».
В конце 1840-х годов Ханыков поступил на службу на Кавказ при Воронцове, по дипломатической части. Там он усердно занялся исследованием края во всех отношениях. Когда в Тифлисе открылся отдел Императорского русского географического общества (в марте 1851 г.), был избран помощником председателя и поместил в изданиях отдела ряд статей. В то же время посылал свои статьи в Петербург в археологическое и географические общества, а также Академию наук. Наиболее ценным трудом его за это время надо признать исследование «О перемежающихся изменениях уровня Каспийского моря» («Записки Кавказского Отделения Императорского Русского Географического Общества», книга II), где обнаружил обширное знакомство с восточной литературой, а также с физикой и геологией. Его «Записка» (1853) об изучении языков и наречий Кавказа впоследствии вызвала труды Шифнера и Услара. В 1853 году получил должность управляющего генеральным консульством в Тавризе. Там он продолжал свои учёные занятия, устроил метеорологическую станцию, но в сентябре 1857 года был назначен драгоманом при азиатском департаменте с откомандированием к наместнику кавказскому. Находясь в то время в Петербурге, подал великому князю Константину Николаевичу обстоятельную записку о снаряжении учёной экспедиции в Хорасан. Начальником её был назначен Ханыков (П. П. Семенов «История полувековой деятельности Императорского Русского Географического Общества», Санкт-Петербург, 1896, I, стр. 307—326). Экспедиция продолжалась весь 1858 год и половину 1859-го. В 1860 году Ханыков, по ходатайству Барятинского, отправился в командировку в Париж для обработки собранных им материалов. В это время по ходатайству Министерства народного просвещения учёная командировка за границу была продлена сперва по 1866 год, а потом ещё на 3 года. Результаты экспедиции Ханыков обнародовал в «Mémoires de la Société de Géographie de Paris», в двух статьях: «Mémoires sur la partie méridionale de l’Asie Centrale» (1861) и «Mémoires sur l’ethnographie de la Perse» (1866); первое из них удостоено большой Золотой медали Парижского географического общества.
В 1866 году Ханыков, по случаю изменения штатов в Министерстве иностранных дел, был уволен от службы с пенсией. В том же году Совет Императорского санкт-петербургского университета возвёл Ханыкова в степень доктора истории Востока honoris causa. В 1874 году появился его капитальный труд «Иран» («Землеведение Азии», К. Риттера), исполненный по поручению Императорского русского географического общества. Никто другой в России не был так подготовлен к этой работе, как Ханыков, но в этом труде имеются и крупные недостатки, которые могли бы быть исправлены в следующем томе, появление которого было обещано, но не осуществилось. Со времени поездки в Париж состоял агентом Министерства народного просвещения по руководству занятиями молодых людей, командированных во Францию для усовершенствования в науках.
Небольших по объёму, но ценных по содержанию статей обнародовал огромное число; любимой формой изложения своих наблюдений и исследований избрал письмо. Таково письмо Родерику Мурчисону о старом русле Амударьи («Journal of the R. G. S.», 1846), письма Френу, Дорну, Абиху — в «Bulletin scientifique de l’Académie des Sciences» и в других академических изданиях. Там находятся статьи: о бакинских и дагестанских надписях; поездка в Ани (в «Путешествии» академика Броссе); о книге Хазини «Весы мудрости»; извлечение из Ханаки о походе русских в Закавказье; о тавризских землетрясениях и о высоте некоторых мест Азербайджана, письмо полковнику Бартоломею о третьей неразобранной надписи сассанидских монет; о результате Хорасанской экспедиции и др. В газете «Кавказ»: о главных результатах археологической деятельности г. Бартоломея в Южном Дагестане и Дербенте; о мюридах и мюридизме; жизнь шейха Абу-Саида; восхождение на Арарат; о персидском поэте Фазиль-хане; воспоминание о Френе и др. В «Кавказском календаре»: климат Тифлиса; сличение местных мер длины, плоскостей и вместимости с таковыми же русскими мерами; о мусульманском календаре. В «Записках Императорского Русского Археологического Общества»: два письма Савельеву о вещах бронзового периода, найденных в Ставропольской губернии и о бакинских надписях; хождение в Кербелу; два рассказа мирзы Шемса Бухари. Список сочинений Ханыкова помещен в «Journal Asiatique» за 1872 г., том XX, указатель, стр. 394—395; в «Zeitschrift der Deutsch. M. G.»: письмо Дорну об одном арабском хронологическом выражении. В трудах British Association: письмо Стивенсу о наблюдениях над скоростью дыхания и кровообращения во время пребывания на Арарате; об этнографии Персии. В мемуарах американского азиатского общества: «Balance of usdom». В I томе посмертных трудов Френа: письмо Дорну о родословной кокандских ханов. В «Zeit. de Berlin G. G.» сообщение о карте Хорасова. В «Comptes rendus des Sciences»: о карте Азербайджана, о Хорасанской экспедиции; письмо Флурансу об изменении турецких племён при смешении их с чужими этнографическими элементами. В «Revue de l’Orient»: письмо Дюлорье о мюридизме; в «Tour du Monde»: отрывки из путешествия в Мешхед. В «Записках Императорского Русского Географического Общества»: «Поездка в персидский Курдистан» («Вестник», книга VI), «Об изменении уровня Каспийского моря» (ib., часть VIII); выписка из письма начальника Хорасанской экспедиции (ib., часть 21), «Антверпенский географический конгресс» («Известия», том VII). См. заметку Загурского в «Известиях Кавказского Отдела Императорского Российского Географического Общества», том VI.
Н. Веселовский

## Избранные публикации на русском языке
- Ханыков Н. Записки по этнографии Персии / Пер. с фр. Е. Ф. Рассадиной; Отв. ред. и авт. вступ. статьи В. В. Трубецкой; Институт востоковедения АН СССР. — М.: Наука. Гл. ред. вост. лит., 1977. — 152 с. — (Центральная Азия в источниках и материалах XIX - начала XX века). — 4000 экз.